# Frail Words Collapse
Albums de As I Lay Dying
As I Lay Dying / American Tragedy
(2002) Shadows Are Security
(2005)
Singles
1. 94 Hours
2. Forever

Frail Words Collapse est le deuxième album studio du groupe de metalcore californien As I Lay Dying.
Première publication du groupe sous le label Metal Blade Records, il a été enregistré en mars 2003 au studio Big Fish à Encinitas et est sorti le 1er juillet 2003. Le groupe a eu recours à Jacob Bannon du groupe Converge pour l'illustration de la couverture.
Des clips ont été produits pour les titres 94 Hours et Forever,.

## Liste des titres
1. 94 Hours — 03:10
2. Falling upon Deaf Ears — 02:31
3. Forever — 04:42
4. Collision — 03:11
5. Distance Is Darkness — 02:38
6. Behind me Lies Another Fallen Soldier — 03:03
7. Undefined — 02:16
8. A Thousand Steps —  01:45
9. The Beginning — 03:29
10. Song 10 — 04:16
11. The Pain of Separation — 02:57
12. Elegy — 04:47

## Composition du groupe
- Tim Lambesis — chant
- Evan White — guitare
- Jasun Krebs — guitare
- Aaron Kennedy — guitare basse
- Jordan Mancino — batterie

## Collaborateurs
- Jacob Bannon (du groupe Converge) — dessin de la couverture[3]
- Tim Lambesis — producteur
- Brandon O'Connell — pré-production
- Steve Russell — ingénieur, mixage audio
- Brad Vance — mastering
- Evan White — producteur[1]